# Фотій Спаський
Митрополит Фо́тій (в миру Петро Микитович Спаський; 4 червня 1792, погост Спаський, Новгородський повіт, Новгородська губернія, Російська імперія — 26 лютого 1838, Великий Новгород, Російська імперія) — священнослужитель Російської Православної Церкви, архімандрит, настоятель Юрієвого монастиря. В дореволюційній Російській імперії мав славу скандального царедворця і релігійного консерватора. Один з викривателів псевдохристиянської, ксенофобської діяльності Йоганна Госснера, відомого протестантського проповідника, що поширював в Російській імперії літературу антиправославного змісту. Серед соратників митрополита Фотія у цій справі — Аракчеєв, Магницький і чиновник при обер-прокурорі Священного Синоду Олексій Павлов, зять генерала Олексія Єрмолова. Згадується у книзі Івана Огієнка "Свята Почаївська Лавра" як один із святителів Російської імперії початку 19 ст., подвижників, сповідників і заступників православ'я, що боровся з унією і різними єресями у вищих ешелонах влади імперії.